# Hugh Owen Owen (2e baronnet)
Hugh Owen Owen, 2e baronnet (25 décembre 1803 - 5 septembre 1891), connu sous le nom de Hugh Owen Lord jusqu'en 1809, est un homme politique du Parti libéral britannique, qui passe au parti conservateur.

## Famille et jeunesse
Né en 1803 sous le nom de Hugh Owen Lord, il est le fils de John Owen (1er baronnet) et de sa première épouse Charlotte, fille de John Lewes Philipps. Il est un descendant du noble Hwfa ap Cynddelw aux Owens d'Orielton, Pembrokeshire, une famille connue dans le Pembrokeshire. Son nom de famille est changé en Owen lorsque son père hérite des domaines de son cousin Hugh Owen, 6e baronnet.
Formé au Collège d'Eton en 1817 et diplômé de Christ Church, Oxford en 1822, il épouse Angelina Maria Cecilia, fille de Charles Morgan (2e baronnet) en 1825, et ils ont cinq fils et trois filles, dont Hugh Charles Owen (1826-1909); John Owen (1828–1890); Arthur Owen (1829–1876); et William Owen (1832–1889),.
Après la mort d'Angelina en 1844, il se remarie en 1845 avec Henrietta Fraser, fille d'Edward Rodney, et ils ont un fils et trois filles, dont: Alice Henrietta Rodney Owen (décédée en 1925); Ellen Rodney Owen; Edith Rodney Owen; et George Rodney Owen (1859–1886),.

## Début de carrière politique
Le père et le cousin d'Owen Hugh sont tous deux députés conservateurs de Pembroke entre 1809 et 1812, le père étant également député du Pembrokeshire entre 1812 et 1841. Owen est élu pour la première fois député de Pembroke sans opposition aux élections générales de 1826 sous l'étiquette conservatrice, mais évolue vers le soutien à la tolérance religieuse mais pas à l'émancipation catholique.
Bien qu'il ait été réélu à de nombreuses reprises, notamment comme conservateur en 1832, Owen a souvent été critiqué pour son «inattention à ses devoirs parlementaires». Au Parlement, il vote contre l'abolition des tribunaux gallois, arguant que "nos sessions devraient se tenir à l'avenir là où elles se tiennent actuellement et, lorsque le projet de loi reçoit la sanction royale, il signe un mémoire exprimant ses regrets.
Owen est également contre le projet de réforme parlementaire proposé par Lord Blandford, contre l'émancipation et le projet de loi sur la franchise de Galway, et présente des pétitions pour l' abolition de l'esclavage. En 1831, il est contre le projet de loi de réforme du ministère Grey et pour l'amendement destructeur d'Isaac Gascoyne, puis contre une version réintroduite du premier en 1831. Il démissionne plus tard en 1838 lorsque son père l'oblige à quitter le siège au profit de James Graham (2e baronnet).

## Retour en politique
Après 23 ans d'absence du Parlement, en janvier 1861, il tente d'être élu comme libéral dans le Pembrokeshire lors d'une élection partielle résultant de l'élévation du député en exercice, Lord Emlyn, à la pairie après la mort de son père. La candidature d'Owen est dès le départ affectée par ses difficultés financières. Il échoue finalement.
Néanmoins, le mois suivant, il est élu libéral dans son ancienne circonscription, Pembroke, succédant à son père qui venait de décéder, lors d'une élection partielle en 1861.
Il y a une opposition croissante à Owen pendant les années 1860, et en 1864 il y a des suggestions qu'il soit remplacé par Richard Potter, président du Great Western Railway. Cependant, il occupe le siège jusqu'à sa défaite en 1868,.
Owen succède à son père comme baronnet d'Orielton, Pembrokeshire le 6 février 1861 et, à sa propre mort en 1891, le titre est transmis à son fils Hugh Owen,.

## Autres activités
En 1830, Owen est nommé lieutenant-colonel commandant de la milice du Pembrokeshire, et plus tard, entre 1872 et 1875, il est colonel de la milice d'artillerie du Pembrokeshire. De 1872 à sa mort, il est également aide de camp de la reine Victoria. Il est également à un moment donné lieutenant adjoint du Pembrokeshire.
Owen est décédé à Barnes en septembre 1891 à l'âge de 87 ans. Les années qui passaient avaient effacé une partie de l'amertume des luttes politiques et le Pembrokeshire Herald, qui lui était si hostile dans les années 1860, le décrit comme «accompli, courtois et gentil» et «à tous égards un gentleman».